# فرنسيسكو كابرال
فرنسيسكو كابرال هو قسيس ومبشر برتغالي، ولد في 1529 في Roman Catholic Diocese of Guarda, Portugal ‏ في البرتغال، وتوفي في 16 أبريل 1609 في غوا في الهند.